# Désiré Merchez

Désiré Alfred Merchez (16 de agosto de 1882 - 8 de julio de 1968) fue un nadador francés y jugador de waterpolo que compitió en los Juegos Olímpicos de París 1900.
Nació en Lille y murió en Niza.
En 1900 ganó la medalla de bronce con la selección francesa en la natación de 200 metros del equipo. También participó en los 1000 metros libres evento, pero fue eliminado en la primera ronda.
Como miembro del equipo de waterpolo francés de nombre Pupilles de Neptune de Lille # 2, ganó una segunda medalla de bronce en los mismos Juegos Olímpicos.